# Rio Aripuanã
Der Rio Aripuanã ist ein rechter Nebenfluss des Rio Madeira in Brasilien (Südamerika).

## Verlauf
Er entspringt westlich von Juína in der Bergkette Serra do Norte und verläuft über die gesamte Länge von etwa 1200 Kilometern im Wesentlichen nordwärts. In der nach ihm benannten Stadt Aripuanã bildet der Fluss die zwei großen Wasserfälle Cachoeira das Andorinhas und Cachoeira de Dardanelos. Bei Prainha mündet als wichtigster Nebenfluss der Rio Roosevelt. 300 km weiter nördlich, bei Novo Aripuanã, mündet der Aripuanã in den Rio Madeira.

## Nebenflüsse
Zu den größten Nebenflüssen gehören (flussabwärts):
- Rio Canamã (rechts)
- Río Maracanã (rechts)
- Río Guariba (links)
- Rio Roosevelt (links)
- Rio das Pombas (rechts)

## Arten und Naturschutz
Bei Juina und Colniza wurden in der jüngsten Vergangenheit große Teile des Regenwaldes nahe am Fluss gerodet.
Auf der Höhe von Santa Eliseia wies die Landesregierung des Bundesstaates Amazonas 2006 ein „Areal nachhaltiger Nutzung“ (RDS) von 5896 Quadratkilometern aus. Ein großer Teil des Juma genannten Gebietes (benannt nach dem hier einmündenden Nebenfluss) wurde mittlerweile zum Vollschutzgebiet aufgewertet. In dieser Region wurden in den vergangenen Jahren zahlreiche neue Großtierarten beschrieben, darunter mehrere Affenarten, ein Nasenbär, ein Aguti, eine Spießhirschart, ein Zwergtapir und im Juli 2007 das Riesenpekari (Pecari maximus).

## Wasserkraftnutzung
Zur Nutzung der Wasserkraft des Flusses wurde am Oberlauf das Kraftwerk Juína errichtet. Bei Aripuanã nutzen die Kraftwerke Dardanelos, Faxinal I und Faxinal II die Energie der dortigen über 100 Meter hohen Wasserfälle. Diese Wasserkraftanlagen sind wegen ihrer Auswirkungen auf das Ökosystem umstritten (Restwassermenge minimal 21 m³/s) und führten auch zu Konflikten mit der indigenen Bevölkerung.